# Tarabarov
Tarabarov (rusky Тарабаров, čínsky 银龙岛 pchin-jin Yínlóng Dǎo česká transkripce Jin-lung tao v překladu do češtiny Ostrov stříbrného draka) je ostrov v ústí řeky Ussuri do Amuru. Nachází se na území ČLR.
Ostrov zaujímá plochu přibližně 43 km². Východně od ostrova se nachází ostrov Velký Ussurijský.

## Územní spor
Ostrov Tarabarov byl spolu se sousedním ostrovem Velký Ussurijský a obklopujícími je menšími ostrovy od roku 1929 obsazen sovětskými ozbrojenými silami. Od roku 1964 tato území nárokovala Čínská lidová republika. Po rozpadu Sovětského svazu je kontrolovalo Rusko. 14. října 2008 Rusko na základě dohody o demarkaci rusko-čínské hranice z roku 2005 předalo ČLR část sporného území, zejména ostrov Tarabarov a západní část ostrova Velký Ussurijský.